# Хајндсвил (Арканзас)
Хајндсвил (енгл. Hindsville) град је у америчкој савезној држави Арканзас.

## Демографија
По попису из 2010. године број становника је 61, што је 14 (-18,7%) становника мање него 2000. године.
| Група             | 2000.      | 2010.      |
| Белци             | 73 (97,3%) | 60 (98,4%) |
| Афроамериканци    | 0 (0,0%)   | 0 (0,0%)   |
| Азијати           | 0 (0,0%)   | 0 (0,0%)   |
| Хиспаноамериканци | 2 (2,7%)   | 0 (0,0%)   |
| Укупно            | 75         | 61         |